# Nepenthes macrophylla
Nepenthes macrophylla (/[invalid input: 'icon']n[invalid input: 'ɨ']ˈpɛnθiːz ˌmækr[invalid input: 'ɵ']ˈfɪlə/), Cây nắp ấm lá lớn, là một loài cây nắp ấm nhiệt đới chỉ được biết đến ở một độ cao rất hạn chế trên núi Trus Madi ở Sabah, Borneo Malaysia. Tên chi tiết macrophylla lấy từ tiếng Latin macro (lớn) và phylla (lá).
Nepenthes macrophylla đã từng được cho là một phân loài của N. edwardsiana, nhưng khác loài đó ở nhiều khía cạnh của bình ấm và lá.
Một nghiên cứu năm 2010 cho thấy rằng hình dạng và kích cỡ của lỗ bình của loài N. macrophylla phù hợp chính xác với kích cỡ của loài chuột chù núi (Tupaia montana), hai loài hỗ sinh nhau, chuột ị phân vào bình ấm cấp cho cây dinh dưỡng còn cây cung cấp cho chuột dịch ngọt tiết ra trên nắp ấm. Một sự thích nghi tương tự cũng được tìm thấy ở các loài nắp ấm N. lowii và N. rajah, và cũng hiện diện ở N. ephippiata.